# Milicias Populares Gallegas

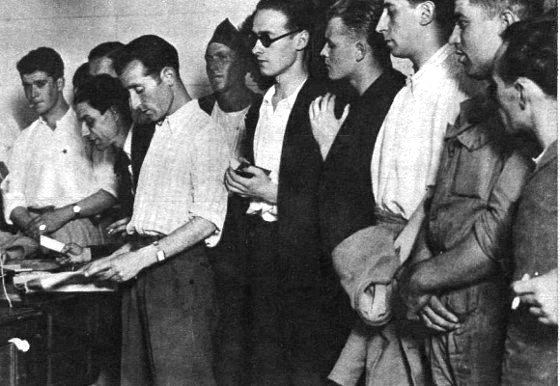
Mucho talento

Las Milicias Populares Galegas fueron un batallón republicano formado por voluntarios provenientes de Galicia. Fueron creadas en 1936 por el comunista Santiago Álvarez Gómez y el intelectual Alfonso Daniel Rodríguez Castelao. Tuvieron cierta relevancia en la Defensa de Madrid. Al final, debido a la falta de armamento y material militar, fueron integradas dentro de la XI División, en el V Regimiento.

## Origen
El 18 de julio, cuando se produjo el Golpe de Estado en Melilla, Santiago Álvarez y Castelao se encontraban en Galicia. Allí, decidieron sin ninguna duda apoyar al bando republicano, y por ello convocaron a decenas de voluntarios gallegos para que se alistasen en su nuevo grupo armado: las Milicias Populares Galegas. La gran mayoría de los milicianos eran segadores gallegos que trabajaban en los campos de cultivo de Castilla.

## Organización
El presidente efectivo de las Milicias era Ramón Suárez Picallo, uno de los fundadores del Partido Galeguista, aunque el presidente honorario era Santiago Casares Quiroga, expresidente del Gobierno Español. Juan José Pla desempeñaba el cargo de secretario general; sin embargo, el secretario efectivo era el tipógrafo Agapito García Atadell. El jefe de milicias era el capitán Manuel López Iglesias. El resto del consejo directivo lo conformaban el propio Castelao, Manuel Martínez Risco, el general Cecilio Bedia Caballería y Pedro Penabad Rodríguez.
Las Milicias tenían su sede en la calle Juan Montalvo, 28 (Madrid). También tenían una oficina de reclutamiento en Gran Vía, 12.

## Efectivos
Las Milicias estaban formadas por unos 1000 voluntarios gallegos. Entre ellos, cabe destacar que también había mujeres en las filas, como la enfermera Marciana Pimentel, la oficial Esperanza Rodríguez o Paulina Rodríguez.
A pesar de todo, las Milicias contaban con muy poco soporte armamentístico. En total, poseían 500 fusiles, que no servían para abastecer a todo el grupo.

## Fusión con el EPR
En agosto de 1936, las Milicias se integran dentro del Ejército Popular de la República. En concreto, se convierten en el 4º Batallón de la 1ª Brigada de la XI División del V Regimiento del EPR.